# Erik Holtved
Erik Holtved (* 21. Juni 1899 in Fredericia als Erik Hansen; † 24. Mai 1981 in Værløse) war ein dänischer Eskimologe, Ethnologe, Archäologe, Linguist und Maler.

## Leben

### Frühes Leben
Erik Holtved wurde als Sohn des Postboten Hans Carl Hansen (1868–1937) und seiner Frau Thora Dorthea Petersen (1876–1961) in Fredericia geboren. 1911 änderte die Familie ihren Nachnamen in Holtved um.
Er besuchte die Schule Herlufsholm in Næstved, die er 1916 abschloss. Anschließend leistete er seinen Wehrdienst, wonach er die Offiziersschule zu besuchen begann, die er jedoch bald wieder verließ. 1918 schrieb er sich an der Kunstakademie ein, um sich der Malerei zu widmen. Er verdingte sich die folgenden Jahre als Maler, musste seinen Unterhalt aber nebenher mit Buchbindung verdienen. Am 20. Juli 1926 heiratete er in Kopenhagen die Kindergartenlehrerin Sofie Hansine Birgitte „Joko“ Andersen (1901–?). 1930 erhielt er ein Stipendium, um in Estland traditionelle Trachten zu untersuchen. Dabei wurde sein Interesse für Ethnologie geweckt. Er informierte das Dänische Nationalmuseum und bat um die Anschaffung solcher Trachten für die Museumssammlung.

### Beginn der Forschungen in Grönland
Nach seiner Rückkehr nach Dänemark bat er um eine weitere Reise, diesmal nach Grönland. 1931 durfte er an Knud Rasmussens Sechster Thule-Expedition teilnehmen, die ihn in die Gegend am Kangerlussuatsiaq (Lindenow Fjord) führte. Er half dabei Therkel Mathiassen bei dessen archäologischen Untersuchungen, die dieser in den Folgejahren veröffentlichte. Knud Rasmussen war begeistert von Erik Holtved und motivierte ihn, sich von William Thalbitzer an der Universität Kopenhagen ausbilden zu lassen. Er schrieb sich daraufhin im Studiengang Grönländische (eskimoische) Philologie ein, der heute noch unter dem Namen Grönländische und Arktische Studien (früher Eskimologie) besteht. 1932 bereiste er gemeinsam mit Poul Nørlund erneut Südgrönland, um archäologische Untersuchungen zu den Grænlendingar vorzunehmen. Im Folgejahr war er auf einer Expedition mit Therkel Mathiassen in der Diskobucht.
1935 bereiste er Nordwestgrönland, wo sein zwei Jahre zuvor verstorbener Förderer Knud Rasmussen 1909 die Handels- und Missionsstation Thule gegründet hatte. Erik Holtved und seine Frau verbrachten zwei Jahre in der Thule-Region, um archäologische Untersuchungen vorzunehmen und linguistisches und ethnologisches Wissen zur Kultur der Inughuit zu sammeln. Nach seiner Rückkehr wurde er am Nationalmuseum angestellt, wo er sich um die ethnografische Abteilung kümmern sollte. Neben der Forschung beendete er in dieser Zeit auch sein Studium, wodurch er 1941 den Magistergrad erhielt. 1942 veröffentlichte er ein populärwissenschaftliches Buch zu den Inughuit. 1944 wurde er am Nationalmuseum befördert, aber im selben Jahr wurde er auch mit einer zweibändigen Abhandlung zu seinen archäologischen Untersuchungen in Nordwestgrönland (Archaeological investigations in the Thule district) zum dr. phil. promoviert. In seiner Arbeit machte er einige bahnbrechende Entdeckungen. Als erster wies er die Existenz der Dorset-Kultur in Grönland nach und zeigte die Wanderungsbewegungen der nachfolgenden Thule-Kultur auf ihrem Weg nach Grönland auf. Er zeigte zudem, dass die Inuit stärkeren Kontakt mit den Grænlendingar hatten als bisher angenommen, aber auch dass die Inuit in der Thule-Region und in Westgrönland um 1600 den Kontakt zueinander verloren.

### Professur
Nach Ende des Zweiten Weltkriegs konnte er 1945 erneut nach Grönland reisen, um seine Forschungen fortzusetzen. Im selben Jahr wurde er zum Dozenten für grönländische Philologie unter Thalbitzer ernannt und als Thalbitzer 1951 pensioniert wurde, übernahm Holtved seine Professur. 1952 veröffentlichte er ein zweibändiges Werk zur Sprache und Kultur der Inughuit. 1954 veröffentlichte er den dritten Band seines Werks Archaeological investigations in the Thule district als Habilitationsschrift und 1967 ein weiteres großes ethnografisches Werk zu den Inughuit. Daneben schrieb er unzählige kleinere Bücher und Aufsätze zu linguistischen und ethnologischen Themen. Seine Bücher konnte er dank seiner Kunstausbildung selbst illustrieren. In den 1950er und 1960er Jahren wurden seine Kompetenzen auch anderweitig genutzt. Als Experte für die grönländische Sprache sorgte er als Mitglied des Ortsnamenausschusses dafür, dass die grönländischen Ortsnamen korrekt geschrieben wurden. Gemeinsam mit Aage Bugge war er auch Berater des Rechtschreibausschusses, wodurch er die Grönländische Rechtschreibreform 1973 entscheidend vorbereitete. In den 1950er Jahren war er zudem Mitglied des Ausschusses für Gesellschaftsforschung in Grönland und leitete eine Reihe Untersuchungen in diesem Bereich an. Von 1953 bis 1972 war er Mitglied der Kommission für wissenschaftliche Untersuchungen in Grönland. 1967 wurde die Eskimologie an der Universität Kopenhagen zu einem eigenen Institut ernannt, wovon Holtved jedoch nicht mehr viel hatte. Im folgenden Sommer wurde er pensioniert und gab die Professur ab.

### Spätes Leben
Nach seiner Pensionierung widmete Erik Holtved sich wieder der Malerei. Er wohnte in Hareskovby nordwestlich von Kopenhagen und malte den umliegenden Wald. Diesmal gelang es ihm, auf Schloss Charlottenborg ausstellen zu dürfen, wo er bei vier Ausstellungen in den Jahren von 1973 bis 1976 mit seinen Werken das Interesse von Kunstvereinigungen weckte. Er starb 1981 einen Monat vor Vollendung seines 82. Lebensjahres im nahegelegenen Værløse. Er hinterließ ein großes Dokument- und Fotoarchiv, das er der Universität und dem Arktisk Institut übereignete. In Grönland hatte er den Spitznamen Erissuaq („Großer Erik“) erhalten.

## Schriften (Auswahl)
- Polareskimoer. Carl Allers, Kopenhagen 1942.
- De eskimoiske sagns opbygning belyst ved Axel Olriks episke love. In: Danske Studier. 1943, S. 20–61, (online).
- The Eskimo legend of Navaranâĸ. An analytical Study. Munksgaard, Kopenhagen 1943.
- Archaeological investigations in the Thule district. 3 Bände. Reitzel, Kopenhagen 1944–1954, (Kopenhagen, Universität, Dissertation, 1943). 
  - Band 1: Descriptive Part (= Meddelelser om Grønland. 141, 1). 1944;
  - Band 2: Analytical Part (= Meddelelser om Grønland. 141, 2). 1944;
  - Band 3: Nûgdlît and Comer’s midden (= Meddelelser om Grønland. 141, 3). 1954.
- The Polar Eskimos, Language and Folklore. 2 Bände. Reitzel, Kopenhagen 1951.
  - Band 1: Texts (= Meddelelser om Grønland. 152, 1).
  - Band 2: Myths and tales translated (= Meddelelser om Grønland. 152, 2).
- Remarks on the Polar Eskimo Dialect. In: International Journal of American Linguistics. Band 18, Nummer 1, 1952, S. 20–24, doi:10.1086/464143.
- Remarks on Eskimo Semantics. In: Proceedings of the Thirty-second International Congress of Americanists, Copenhagen, 8–14 August 1956. Munksgaard, Kopenhagen 1958, S. 617–623.
- als Herausgeber: Otto Fabricius’ Ethnographical Works (= Meddelelser om Grønland. 140, 2). Reitzel, Kopenhagen 1962, (Otto Fabricius’ Aufzeichnungen).
- Tôrnârssuk. An Eskimo Deity. In: Folk. Band 5, 1963, ISSN 0085-0756, S. 157–172.
- als Herausgeber: Kleinschmidts Briefe an Theodor Bourquin (= Meddelelser om Grønland. 140, 3). Reitzel, Kopenhagen 1964, (Samuel Kleinschmidts Aufzeichnungen).
- The Eskimo Myth about the Sea-Woman. In: Folk. Band 8/9, 1966/1967, S. 145–153.
- Contributions to Polar Eskimo Ethnography (= Meddelelser om Grønland. 182, 2). Reitzel, Kopenhagen 1967.